# Anita Steiner
Anita Steiner född Bergendahl 1937 i Nol, är en svensk målare, grafiker och författare.
Steiner studerade vid Ecole d'art i Schweiz, Slöjdföreningens skola och Hovedskous målarskola i Göteborg och har genomfört studieresor till Schweiz, Nederländerna, Frankrike och Italien, samt forskningsresor till Japan och Taiwan. Hon har medverkat i samlingsutställningar på bland annat Flaggstaff museum i Hongkong, Shanghai Nationalmuseum och Kawasaki kulturhus i Japan samt Museo de Arte Contemporaneo Morelia i Mexiko.
Hon har tilldelades Göteborgs stads stipendium, Göteborgs och Bohusläns stipendium, Sveriges Bildkonstnärsfond stipendium, Konstnärsnämndens projektbidrag, Svenska Institutets japanstipendium, Sveriges författarfonds arbetsstipendium och fonder.
Hennes konst består av mariner, landskap, båtar och porträtt i olja eller grafik. Hon har dokumenterat utgrävningen av Ostindiefararen Götheborg, samt illustrerat och skrivit arbetsmanus till boken om dess resa och illustrerat åt andra författare bland annat Ingegerd Rönnbäcks Tilda böcker.
Steiner är representerad vid Skara museum, Vänersborgs museum, Smålands museum, Varbergs museum, Linköpings hantverks och sjöfartsmuseum samt ett flertal kommuner och landsting.